# Henry Wade-Chatman
Henri Wade-Chatman (Pittsburgh, Pensilvania, 9 de diciembre de 1992) es un jugador de baloncesto estadounidense cuyo último equipo para el cual jugó fue el Goes de la Liga Uruguaya de Básquetbol. Con 1,88 metros de altura juega en la posiciones de base y escolta.

## Trayectoria Profesional
Henri Wade-Chatman es un jugador formado en la Universidad de Edinboro, en el estado de Pensilvania, cerca de Cleveland y Detroit, junto al lago Eire. En dicha universidad, que está en la segunda división de la NCAA, promedió 20,2 puntos por partido con un porcentaje de 78% en tiros libres, 41% en tiros de dos y 37% en tiros de tres, además aportó 4,2 rebotes y 2,6 asistencias.
Henri Wade-Chatman fue elegido mejor jugador de su universidad así como dentro del quinteto titular de su conferencia (PSAC).
En agosto de 2016, Henri apuesta por el baloncesto español en su primer contrato profesional, firmando por el Brico Depôt Ciudad de Valladolid de la LEB Plata.
Acabaría la temporada 2016-17, logrando el ascenso a LEB Oro con el club vallisoletano. El base norteamericano tras ascender a LEB Oro en 2017, también continúo la 2017-18 en LEB Oro en el conjunto pucelano.
En la temporada 2018-19, Henri se marcha a la liga de Estonia para competir en las filas del KK Pärnu, firmando 12.6 puntos, 3.9 rebotes y 4.5 asistencias.
En junio de 2019, regresa a España para jugar en las filas del TAU Castelló de la LEB Oro.
En el verano de 2020, firma con el Basketbal Levice de la Národní Basketbalová Liga.
Wade-Chatman remplazó al venezolano David Cubillán como armador del club uruguayo Goes en febrero de 2023.